# Ebelio Ordóñez
Evelio Agustín Ordóñez Martínez (Esmeraldas, 3 novembre 1973) è un ex calciatore ecuadoriano.

## Palmarès

### Club
- Campionato ecuadoriano: 1

Deportivo Quito: 2008

### Individuale
- Capocannoniere della Primera Categoría Serie A: 1

2000 (24 gol)